# Wittekind III Waldeck-Schwalenberg
Wittekind III Waldeck-Schwalenberg (zm. 1189) – hrabia Waldeck-Schwalenberg. Był synem hrabiego Wolkwina II Schwalenberg i jego drugiej żony.
W 1184 roku podzielił się ziemiami ze stryjem Witekindem II i jako pierwszy z rodu Waldeck przybrał tytuł hrabiego Waldeck. Wraz z nim zaczął się ponad stuletni konflikt pomiędzy rodem Waldeck i arcybiskupami Kolonii, który do XVII wieku był decydującym nurtem politycznym rodu Waldeck. Wittekind przeniósł swoją rezydencję do zamku Waldeck.
W 1185 brał udział wraz ze swoimi braćmi w założeniu klasztoru Marienfeld.
W 1189 Wittekind zdobył miasto Korbach. Sprzedał Paderborn i klasztor Busdorf Abdinghof, prawdopodobnie w celu finansowania swojego udziału w trzeciej krucjacie, a tym samym znaczną część swego hrabstwa. Następnie wyjechał wraz z armią cesarza Fryderyka Barbarossy na krucjatę i tam zginął w 1190 roku. Jego brat, Henryk I Waldeck-Schwalenberg został nowym hrabią Waldeck-Schwalenberg.